# 18838 Shannon
18838 Shannon è un asteroide della fascia principale. Scoperto nel 1999, presenta un'orbita caratterizzata da un semiasse maggiore pari a 2,8638812 UA e da un'eccentricità di 0,0836158, inclinata di 1,28369° rispetto all'eclittica.
L'asteroide è dedicato al matematico statunitense Claude Shannon.